# Arthur Evanson
Arthur Evanson (ur. 15 września 1859 w Llansoy, zm. 31 grudnia 1934 w Dover) – rugbysta walijskiego pochodzenia, reprezentant Anglii.
Studiował na Oxford University i związany był z uczelnianym zespołem rugby. Odrzucił powołanie do walijskiej kadry i w latach 1882–1884 rozegrał cztery spotkania dla angielskiej reprezentacji w rozgrywkach Home Nations Championship, zdobywając łącznie trzy gole.